# Skutskärs bruk

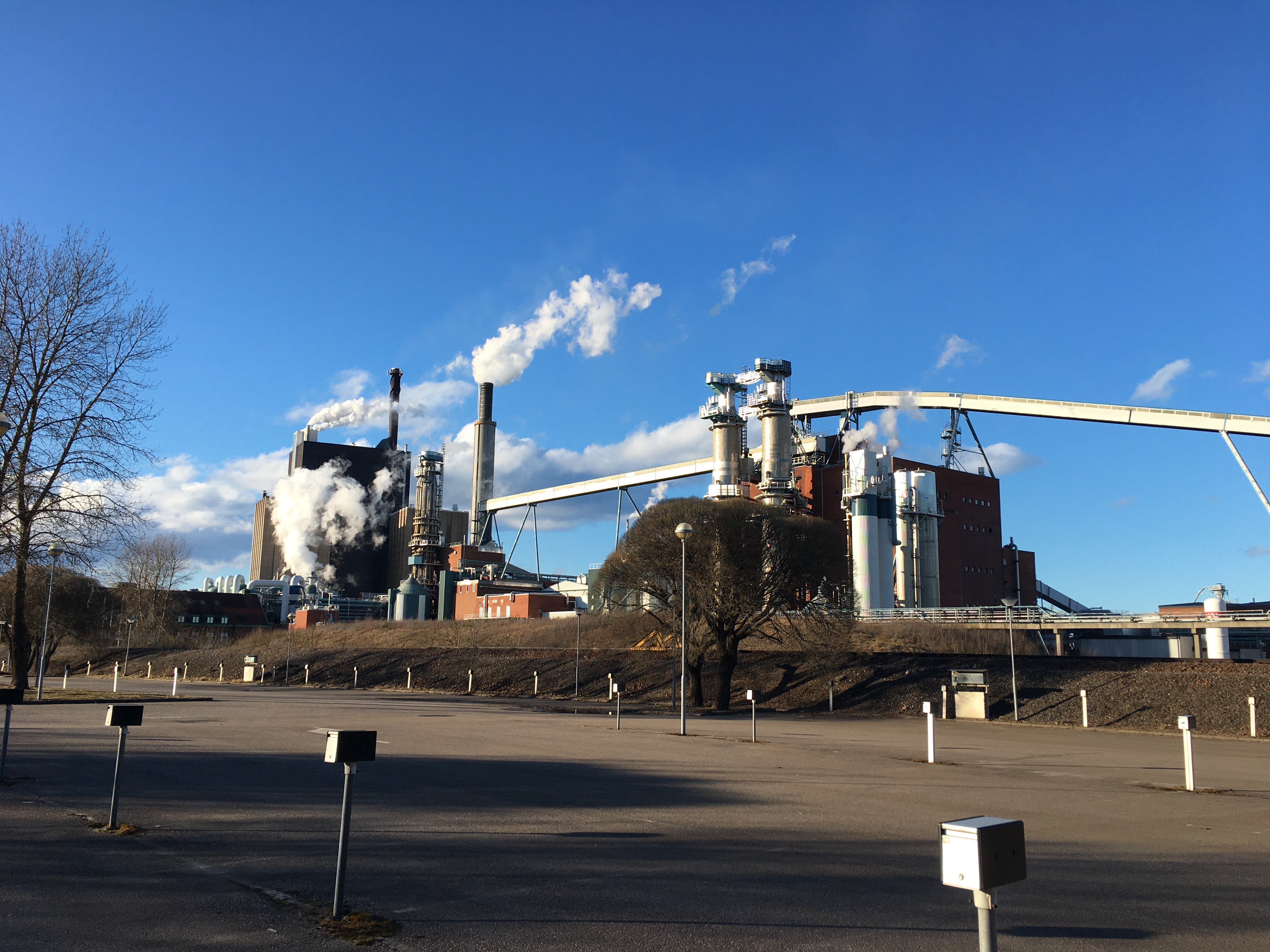
Skutskärs bruk våren 2020, sett från en av personalparkeringarna.

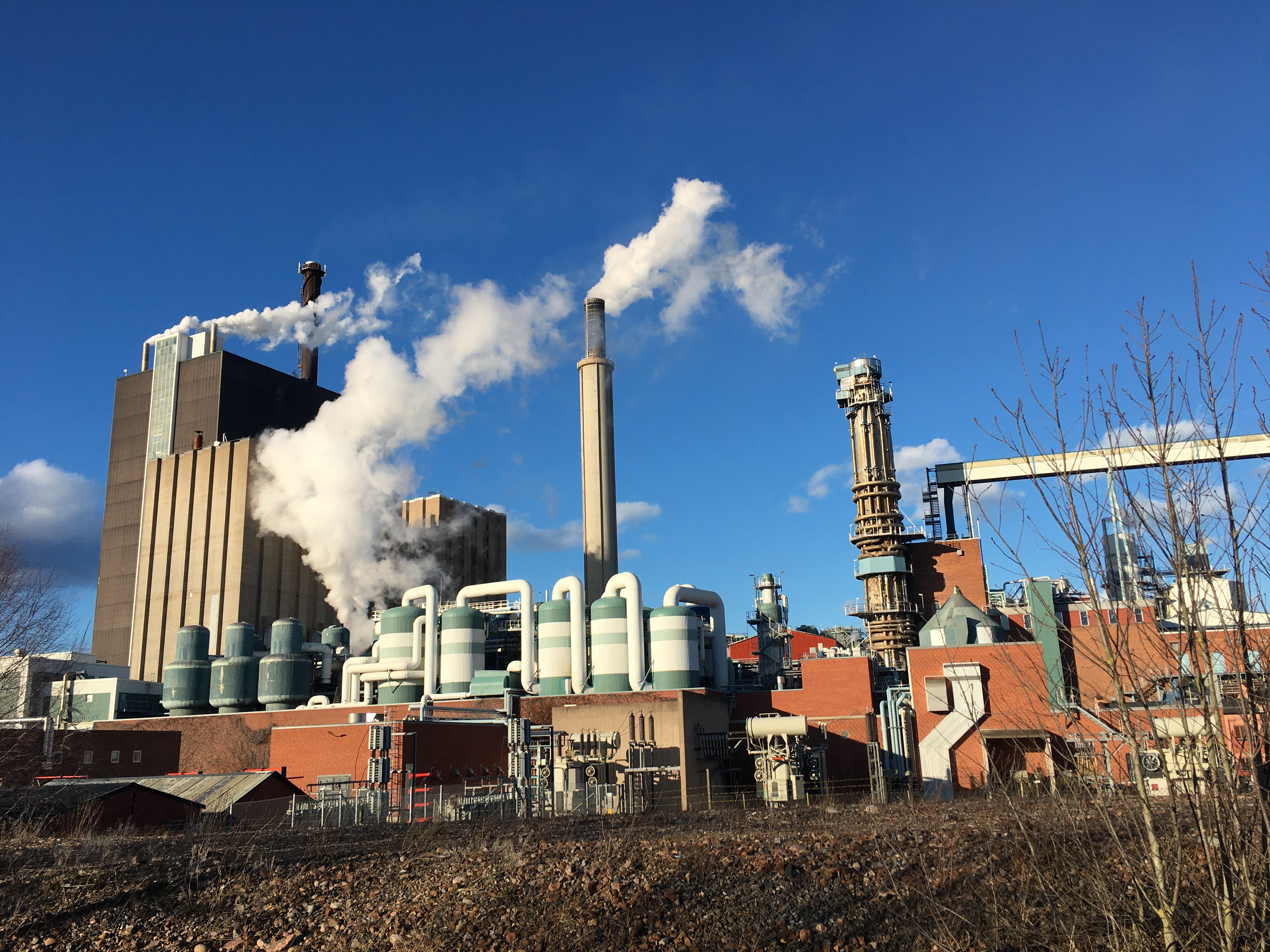
Skutskärs bruk våren 2020 i närbild.

Skutskärs bruk (officiellt Skutskär Pulp Mill) i Skutskär, Älvkarleby kommun är verksamt inom skogs- och pappersindustrin och ingår i Stora Enso i divisionen Biomaterials. 
Bruket har ungefär 375 anställda. Med sina tre produktionslinjer är Skutskärs bruk ett av de större pappersmassabruken i Sverige. På dessa linjer produceras årligen ungefär 500 000 ton massa. Pappret och pappersmassan säljs både på den nationella och internationella marknaden.

## Historik
År 1868 bestämde sig den norska firman Astrup och Sörensen för att bygga ett sågverk intill Dalälvens mynning bredvid Skutskäret. Två år senare stod sågverket klart. Firman Astrup och Sörensen utnyttjade platsens läge genom att flotta timret på Dalälven till Marmafjärden och sedan via en flottningsränna till Skutskär. Även en hamn byggdes i anslutning till sågen. Några år senare bygges det en järnväg till sågverket. Stora Kopparbergs Bergslag köpte Skutskärssågen 1885 och utökade de elva ramarna till 24, vilket under en period gjorde sågverket till världens största. Sågen var även en stor arbetsgivare. 1890 fanns 400 fast anställda och 1 100 säsongsarbetare vid sågen. Från det år som sågverksområdet nästan helt brann ner, 1874, finns ett område med kolmilor utsatt på en karta över sågverkets mark. Troligen pågick dock kolningen redan från start, liksom utvinning av biprodukten tjära, fram till 1915. 1874 uppfördes ett gasverk, troligen för karbidgas.
År 1894 började man tillverka sulfatcellulosa av träavfallet från sågen. Denna fabrik resulterade i sedan att den sulfitfabrik byggdes 1901 som skulle kunna tillverka 10 000 ton sulfitcellulosa per år. 
Under åren 1932–1937 tillkom anläggningar för att kunna tillverka sulfatmassa, den blekta sulfatmassan blev känd över världen med produktnamnet Stora 32. Tillverkningen av sulfatmassa av björkved började 1961 och produktnamnet blev Stora 61.
Stora 72 innebar en omläggning av produktionen med målet att höja produktionsnivån. År 1973–1974 byggdes två nya linjer för tallsulfatmassa och en ny för björksulfatmassa, allt detta togs i bruk 1977 och samma år lades sulfitfabriken ner. Stora fluff är en specialtillverkning för bland annat hygienprodukter, denna tillverkning startades på 1960-talet. Sågverket lades ner under 1980-talet. Idag inriktas alltså enbart produktionen på fluff- och pappersmassa. 
Än idag spelar Astrup och Sörensens lokaliseringsfaktor in. Via havet, järnväg och lastbil kan stora mängder material och timmer transporteras. Flottingen på älven lades ner 1971. Under år 2000 invigdes en ny miljöanläggning som ska rena alla kemiska avfall från fabriken. Under hösten 2007 investerades ca 50 miljoner på att rusta upp barkpanna 5. BP 5 har under senaste åren körts på olja, men för att minska på oljekostnaderna och minska utsläppen vill man nu återigen köra bark i pannan.
Genom den 1894 uppförda sulfatfabriken följd av en sulfitfabrik (1901), terpentinfabrik (1903) och sulfitspritfabrik (1909) kunde restprodukter tillvaratas. Tillsammans med bland annat anläggningar för harts och tallolja (1895), kloralkali (första anläggningen 1932), butanol (1943), svavelsyra (1949) och klorblekning av massan blev verket en stor utsläppskälla, även om viss kemikalieåtervinning skedde. Butanoltillverkningen upphörde 1959, sulfit- och sulfitspritfabrikerna lades ner 1976, kloralkalianläggningen 1977 och sågverket 1987. En stor mängd giftiga ämnen har släppts eller läckt ut, exempelvis bedöms 5 ton kvicksilver per år under perioden 1955–1977 läckt ut. Sedan 1999 har dock inga förhöjda kvicksilverhalter uppmätts från de för ändamålet inrättade deponierna.

## Skutskärs bruk idag
I nutid har Skutskärs bruk en årlig kapacitet om ca 540 000 ton. Antalet anställda är cirka 375. Skutskärs bruk har ett vedrenseri där rundveden torrbarkas och huggs till flis varefter barken körs i barkpanna 5. Vedrenseriet har tre stycken huggningslinjer. 
Kokeriet har tre stycken kontinuerliga kokare. I dessa kokas flisen tillsammans med vitlut. I kokprocessen löses ligninet ut, som fungerar som klister mellan fibrerna. Dessa fibrer silas för att sila bort mindre kokta fiberknippen som kokas ytterligare en gång. Massan syrgasbleks och tvättas ren från kemikalier och förs sedan till blekeriet.
Massan bleks i blekeriet tillsammans med kemikalier i den så kallade ECF-metoden. När massan bleks med ECF-metoden används klordioxid, natriumhydroxid, syrgas och väteperoxid. Bruket har tre stycken blekerier.
Efter blekeriet förs den blekta massan till torkmaskinerna. Massan avvattnas samt torkas med fläkttorkar. Därefter arkas och balas pappersmassan, medan fluffmassan rullas innan vidare transport till kund. I Skutskär finns fyra torkmaskiner, TM.
Bruket har tre stycken pannor, barkpanna 5 samt sodapanna 6 och 7. Det finns även en indunstnings- och kausticeringsanläggning. Bruket har även en reningsanläggning.

## Pappersmassaprodukter
Skutskärs bruk har fyra produkter som man tillverkar:
- STORA 32
- STORA 61
- STORA FLUFF EF
- STORA FLUFF LKC
Produktionsfördelning
Fluffmassa 40 %
Pappersmassa 30% - Löv (STORA 61)
Pappersmassa 30% - Barr (STORA 32)

## Kända personer som jobbat inom Skutskärs bruk
- Sixten Sandberg

### Fotnoter
1. ↑  ”Skutskär Mill” (på engelska). www.storaenso.com. https://www.storaenso.com/en/about-stora-enso/stora-enso-locations/skutskar-mill. Läst 4 mars 2021.
2. 1 2  Burman, sid 12–14
3. 1 2  ”Inventering av Förorenade områden”. Länsstyrelsen i Uppsala län. Arkiverad från originalet den 1 augusti 2014. https://web.archive.org/web/20140801100026/http://www.lansstyrelsen.se/uppsala/SiteCollectionDocuments/Sv/publikationer/2005/Rapport-Skutsk%C3%A4rs-industriomr%C3%A5de-050708.pdf. Läst 27 december 2016.
4. ↑  Hellstrand sid. 44